# Sylosis
Sylosis ist eine im Jahr 2000 gegründete englische Metal-Band aus Reading.

## Geschichte
Die Band wurde im Jahre 2000 vom Gitarristen Josh Middleton gegründet. Zusammen mit einigen Freunden von seiner Schule begannen die Musiker zu jammen. Nach einigen Besetzungswechseln spielten Sylosis zahlreiche Konzerte. Im Jahre 2006 unterzeichnete die Band einen Vertrag mit der Firma In at the Deep End Records, die im gleichen Jahr die EP Casting the Shadows veröffentlichte. Ein Jahr später folgte die zweite EP The Supreme Oppressor. Die Band schickte ein Demo an verschiedene größere Plattenfirmen. Während einer Tournee durch England wurden Sylosis von Nuclear Blast kontaktiert und unter Vertrag genommen. Am 24. Oktober 2008 erschien schließlich ihr Debütalbum Conclusion of an Age. Ein Jahr später spielten Sylosis auf den Festivals Download-Festival und Summer Breeze und tourten Anfang 2010 als Vorgruppe von Fear Factory durch das Vereinigte Königreich.
Im Mai 2010 trennte sich die Band von Sänger Jamie Graham wegen unterschiedlicher musikalischer und persönlicher Vorstellungen. Gitarrist Josh Middleton übernahm daraufhin den Gesang. Es folgten Auftritte bei den Festivals Graspop Metal Meeting, Bloodstock Open Air und Traffic Jam Open Air. Am 11. März 2011 erschien das zweite Album mit dem Titel Edge of the Earth. Bei den Metal Hammer Golden Gods Awards 2011 wurden Sylosis in der Kategorie Breakthrough nominiert, der Preis ging jedoch an Sabaton. Im Sommer 2011 spielten Sylosis auf den Festivals Brutal Assault und Summer Breeze. Ein Jahr später folgten Auftritte beim Wacken Open Air und dem Download-Festival.
Am 5. Oktober 2012 veröffentlichte die Band ihr drittes Album Monolith. Ein Jahr später trat die Band auf den Festivals Soundwave Festival, Brutal Assault und Graspop Metal Meeting. Im September 2013 waren Sylosis auf Tournee in einen schweren Unfall verwickelt. Die Musiker mussten in einem Krankenhaus behandelt werden und mussten daher eine geplante Nordamerika-Tournee mit Trivium, DevilDriver und After the Burial absagen. Nach einer längeren Pause veröffentlichte die Band am 12. Januar 2015 das vierte Studioalbum Dormant Heart, welches Platz 63 der britischen Albumcharts erreichte. Im Sommer 2015 spielte die Band auf den Festivals With Full Force, Hellfest, FortaRock Festival, Download-Festival und Graspop Metal Meeting. Für den 7. Februar 2020 kündigte die Band ihr fünftes Studioalbum Cycle of Suffering an.

## Stil
Als Haupteinflüsse nannte die Band Metallica, Sepultura, Forbidden und Death. In den Texten aus Conclusion of an Age werden Themen wie Religion, Krieg und Umweltverschmutzung thematisiert. In Edge of the Earth beschreiben die Lyrics beispielsweise eine völlige fiktive Isolation eines Mannes von der Gesellschaft oder die Vergänglichkeit des Lebens. Die Texte prägten sich teils auch durch persönliche Erfahrungen, so Josh Middleton.
Während das erste Album noch eine Mischung aus Metalcore und Thrash Metal darstellt (es wurde zum Beispiel häufiger Klargesang benutzt), enthält das zweite Werk Elemente des Melodic Death Metals, die mit Thrash Metal kombiniert werden – harmonische Melodien, Leadgitarren-Soli und Growl-Gesang dominieren, der Klargesang kommt nur noch gelegentlich zum Tragen. Im dritten Album Monolith, geht es um eine fiktive Geschichte, in der ein Mann versucht, seine Geliebte aus der Unterwelt zu retten. Die Idee, so beschreibt Josh Middelton, entstamme einem Griechischen Mythos.

## Diskografie
Alben
- 2008: Conclusion of an Age (CD, Nuclear Blast)
- 2011: Edge of the Earth (CD, Nuclear Blast; 2xLP, Back on Black)
- 2012: Monolith (CD, Nuclear Blast)
- 2015: Dormant Heart (CD/CD+DVD-V/2xLP, Nuclear Blast)
- 2020: Cycle of Suffering (CD, Nuclear Blast)
- 2023: A Sign of Things to Come (CD/LP, Nuclear Blast)

EPs
- 2006: Casting the Shadows (CD, In at the Deep End Records)
- 2007: The Supreme Oppressor (CD, In at the Deep End Records)

Singles
- 2008: Conclusion of an Age (CD, Nuclear Blast)
- 2013: Slings and Arrows (AAC; Nuclear Blast)
- 2014: Mercy (CD, Nuclear Blast)
- 2016: Different Masks on the Same Face (AAC, Nuclear Blast)
- 2020: Worship Decay (Nuclear Blast)

Musikvideos
- 2008: Teras (Regie/Produktion: Khaled Lowe)
- 2009: After Lifeless Years
- 2011: Empyreal (Regie/Produktion: Stuart Burchall)
- 2012: Fear the World
- 2014: Mercy
- 2015: Servitude
- 2015: Leech (Regie/Produktion: Oliver Jones)
- 2020: I Sever (Regie/Produktion: Aaran McKenzie)
- 2020: Calcified
- 2022: Heavy Is the Crown
- 2023: Deadwood
- 2023: Poison for the Lost
- 2023: A Sign of Things to Come